# OPERA (эксперимент)

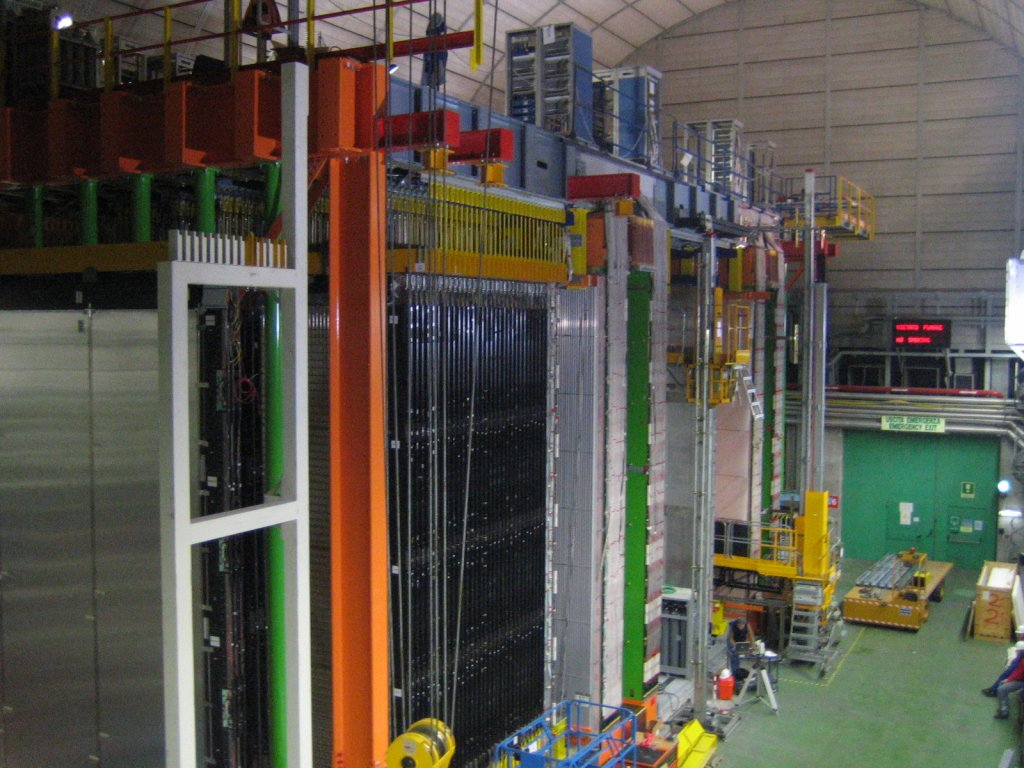
Детектор OPERA

OPERA (англ. Oscillation Project with Emulsion-tRacking Apparatus) — эксперимент по изучению нейтринных осцилляций. Он направлен на доказательство гипотезы превращения одних типов нейтрино (электронные, мюонные и тау-нейтрино) в другие. В 2010 году в рамках эксперимента были получены прямые доказательства того, что мюонные нейтрино могут превращаться в тау-нейтрино.
Для эксперимента используется пучок мюонных нейтрино, создаваемый протонным суперсинхротроном (SPS) ЦЕРН в Женеве направленный в подземную лабораторию Гран-Сассо (LNGS), где находится детектор OPERA, использующийся в первую очередь для выявления тау-нейтрино, появляющихся от осцилляций мюонных нейтрино. Путь в 732 километра от ЦЕРН до лаборатории Гран-Сассо занимает у частиц 3 миллисекунды. Детектор проекта OPERA состоит из примерно 150 тысяч элементов (т.н. «кирпичей» (brick)) общей массой 1300 тонн: свинцовых пластин, прослоенных эмульсионной плёнкой весом 8,3 кг каждая. Кроме них аппарат комплектуется электронными детекторами и другой вспомогательной инфраструктурой. Его сооружение было начато в 2003 году и завершено весной-летом 2008 года. В данный момент эксперимент в своей активной фазе.
В проекте OPERA принимают участие примерно 200 физиков из 36 институтов и 13 стран, в том числе и из России.

## Результаты 2011 года

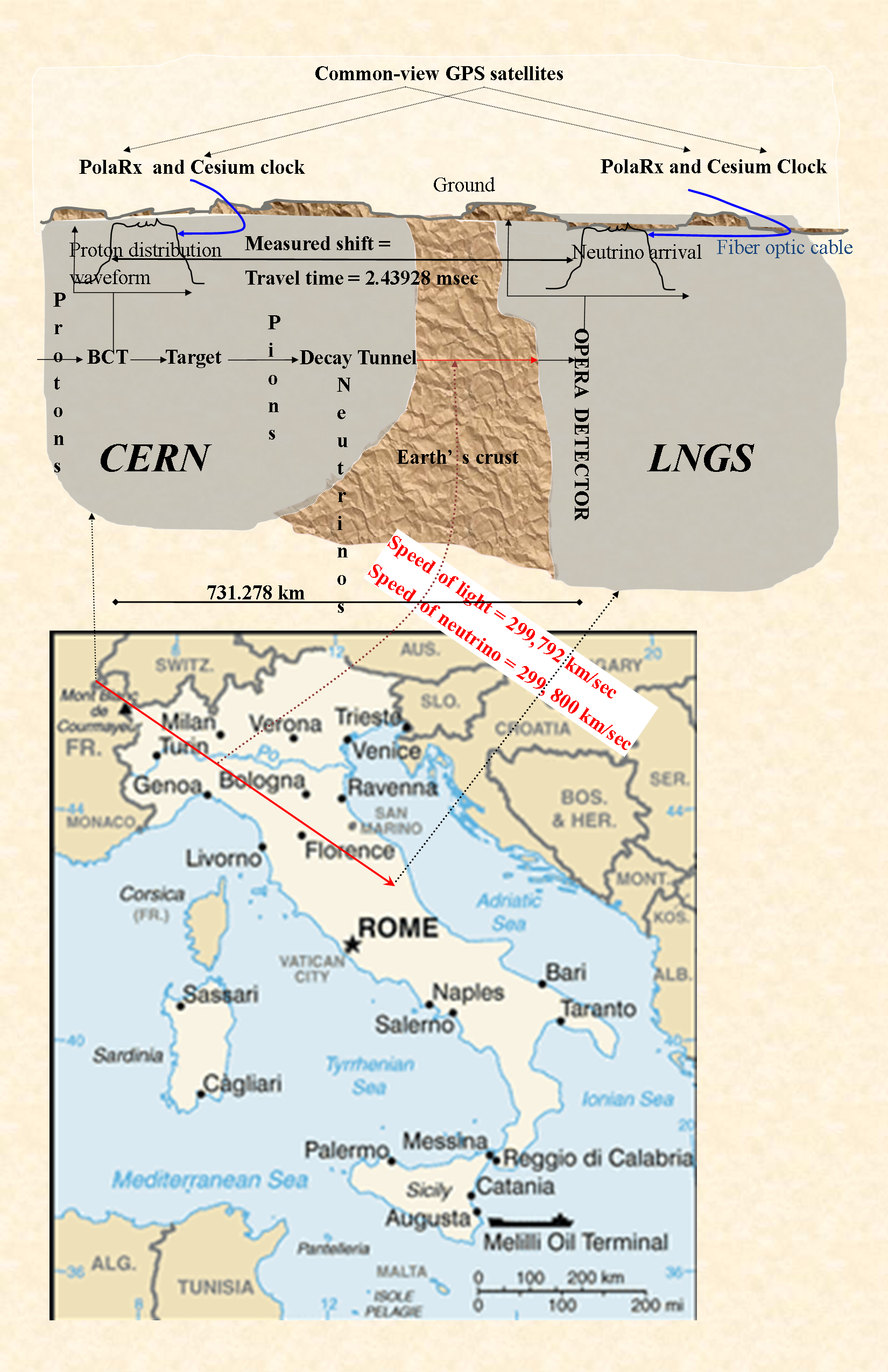
Схема эксперимента, система синхронизации и карта, на которой показаны расположение ЦЕРН, Гран-Сассо и траектория нейтрино.

22 сентября 2011 года в архиве электронных препринтов появился препринт статьи, в которой авторами анализируются возможные причины, приводящие к сверхсветовой скорости перемещения нейтрино от источника до детектора. Однозначной трактовки полученных результатов нет.
Позднее[когда?] эксперимент был повторен тем же проектом на той же установке с измененной методикой: нейтрино отправлялись короткими импульсами длительностью 3 нс с интервалом в 524 нс, в результате чего было достоверно зарегистрировано 20 нейтрино. Измерение их скорости подтвердило первоначальные предположения об их движении со сверхсветовой скоростью.
В феврале 2012 года удалось выявить некоторые предполагаемые аппаратные ошибки в работе использованного нейтринного детектора OPERA. Однако это не прояснило ситуацию окончательно, поскольку эти погрешности могли иметь противоположное влияние на измерение скорости нейтрино, а их точная величина не была установлена. Первый возможный источник погрешности — осциллятор, который используется для получения метки времени для синхронизации с GPS, — мог привести к переоценке времени полёта нейтрино. Второй — разъём оптоволоконного кабеля, который передаёт сигнал GPS на часы OPERA. Его неправильная работа могла приводить к недооценке времени полёта нейтрино.
Повторные опыты были проведены в рамках эксперимента ICARUS. Этот детектор нейтрино также расположен в лаборатории Гран-Сассо и также способен ловить частицы, посылаемые из ЦЕРНа. Результаты опытов с короткими пучками частиц на ICARUS показали, что нейтрино достигли детектора в точном соответствии с теорией, то есть они не двигались быстрее света в вакууме.
В мае 2012 года OPERA провела ряд контрольных экспериментов и пришла к окончательному выводу, что причиной ошибочного вывода о сверхсветовой скорости стал технический дефект. Разъём оптического кабеля был не полностью зафиксирован, что приводило к ослаблению оптического сигнала и значительному увеличению задержки в электрической схеме детектирования синхронизирующего импульса ESAT PPmS при его передаче от GPS к мастер-часам OPERA.